# Vieille halle de Luynes
La vieille halle de Luynes est une halle construite au XVe siècle dans la commune de Luynes,  département français d'Indre-et-Loire.
Modifié au XVIIe siècle pour y aménager un tribunal puis à nouveau en 1913 pour démolir toute la partie modifiée antérieurement, le bâtiment est classé au titre des monuments historiques en 1930.

## Localisation
La halle, orientée est-ouest dans le sens de la longueur, est construite dans le cœur de la vieille ville qui se développe au pied du château de Luynes, en bordure de la douve ; un escalier, qui enjambait cette dernière avant son comblement, relie les deux bâtiments. La halle borde, selon la dénomination utilisée en 1842, la « route départementale no 22, de Luynes à Baugé ».

## Histoire

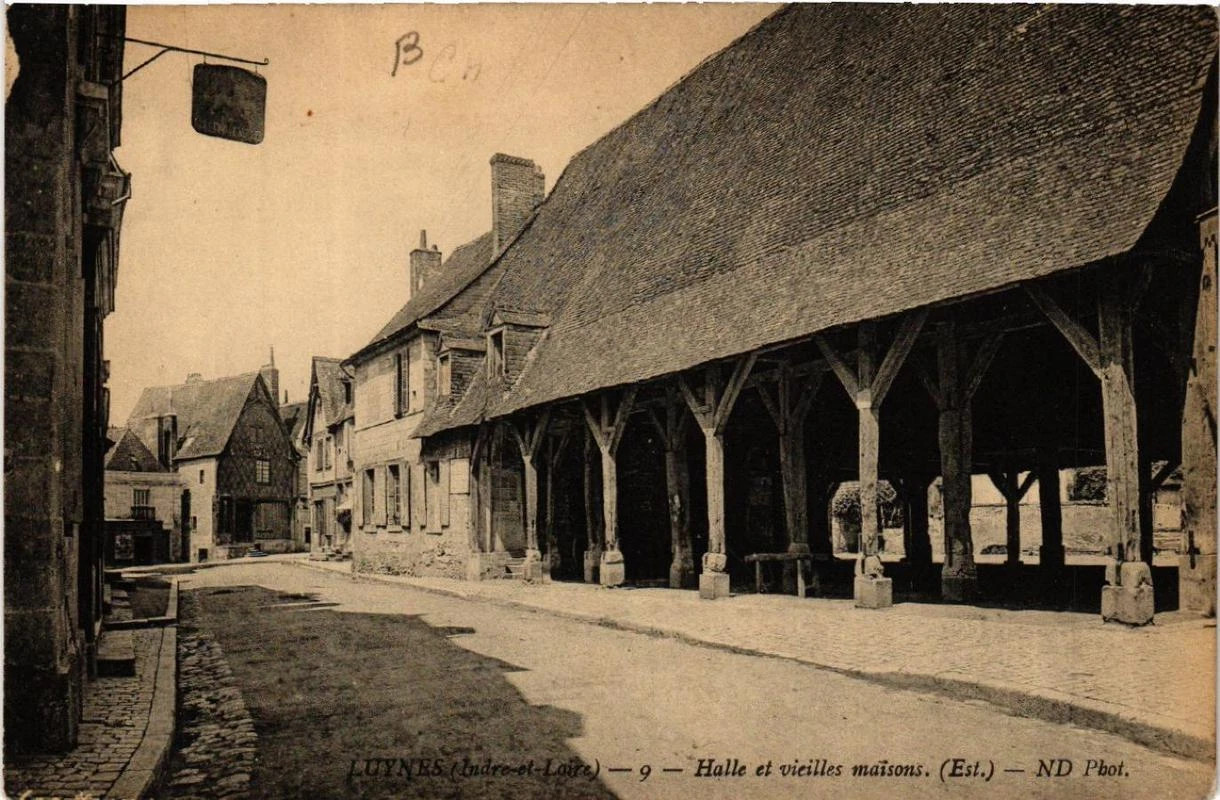
Vue générale de la halle avant 1913.

Le bâtiment semble construit dans la seconde moitié du XVe siècle à l'initiative du baron Hardouin IX, seigneur de Maillé, selon ce que relate la tradition.
Dans le courant du XVIIe siècle, de nombreux travaux d'urbanisation sont menés sous l'impulsion de Louis-Charles d'Albert de Luynes, dont l'édification d'un palais de justice qui intègre deux des travées occidentales de la halle ; cette construction occupe une seule travée au rez-de-chaussée mais son étage est mansardé sur la longueur de deux travées. Elle fait également office de salle des gardes ainsi que de mairie pendant la Révolution française,.
La partie de la halle aménagée en palais de justice au XVIIe siècle est démolie en 1913 pour faire place à une salle des fêtes.
L'édifice est d'abord inscrit au titre des monuments historiques par arrêté du 15 février 1930, puis classé le 21 octobre suivant.
Au XXIe siècle, la halle maintient sa fonction originelle et accueille un marché hebdomadaire.

## Architecture

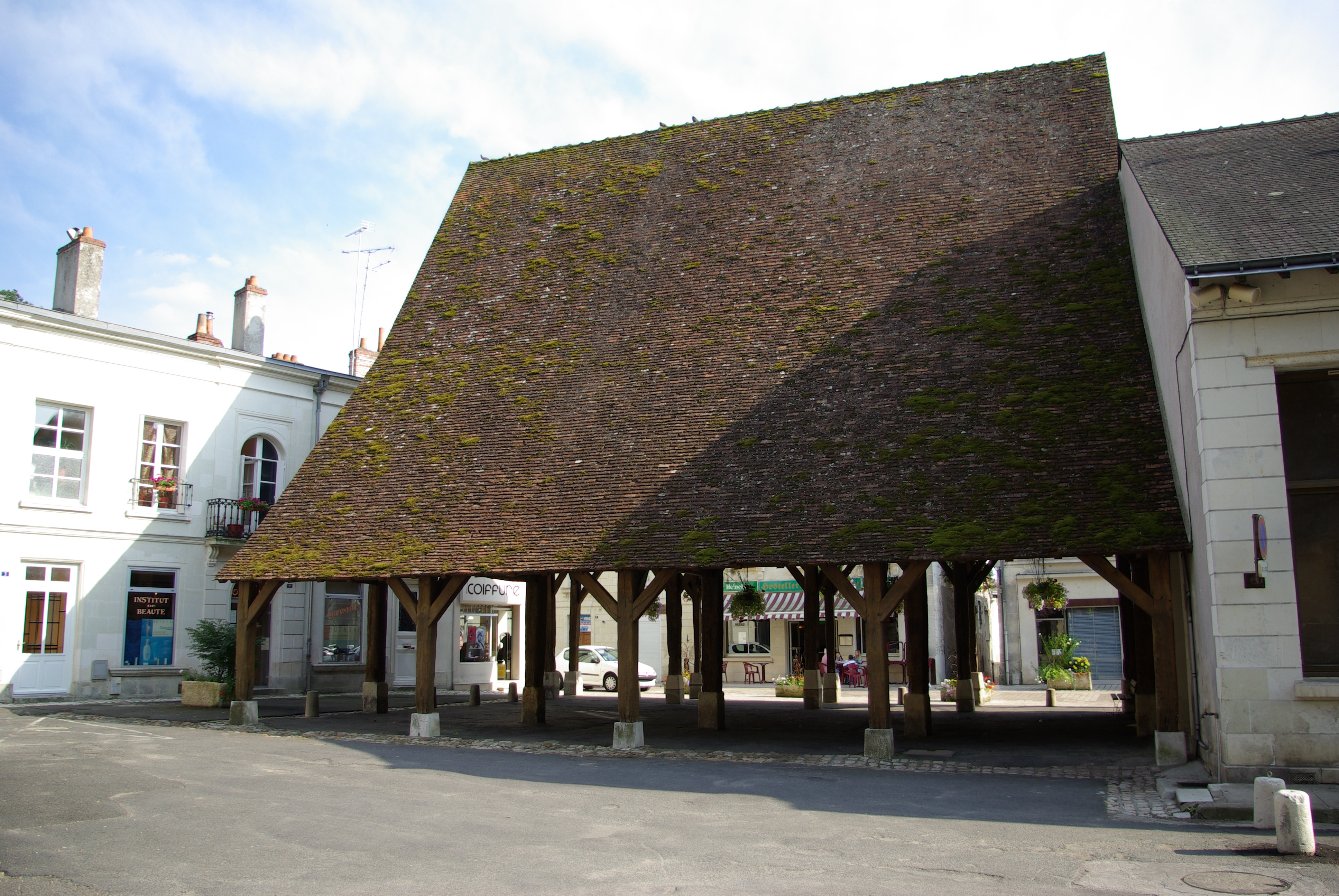
Vue générale de la halle, côté nord.

Au XVIIe siècle, avant les premières modifications, la halle semble être composée de onze travées ; les deux bas-côtés, de part et d'autre de la nef centrale, sont de largeur identique.
La bâtiment, dans sa configuration au XXIe siècle, très différente de celle d'origine, mesure 15 × 14 m et se compose d'une vaste nef centrale accompagnée de deux bas-côtés plus étroits, mais de largeur inégale ; la toiture culmine à 15 m. Dans l'intervalle, sept travées ont disparu, deux à l'est et cinq à l'ouest, et la largeur du bas-côté sud a été réduite
L'ensemble est divisé en quatre travées et les poteaux qui supportent la charpente reposent sur des dés de pierre qui les isolent du sol ; cette charpente est construite avec des bois de récupération.

## Pour en savoir plus